# Delma elegans
Delma elegans — вид геконоподібних ящірок родини лусконогових (Pygopodidae). Ендемік Австралії.

## Поширення і екологія
Delma elegans мешкають у регіоні Пілбара у внутрішніх районах на північному заході Західної Австралії, зокрема в горах Хамерслі. Вони живуть на кам'янистих схилах пагорбів, порослих спініфексом.